# Sergiusz (patriarcha Moskwy)
Sergiusz, imię świeckie Iwan Nikołajewicz Stragorodski, Иван Николаевич Страгородский (ur. 30 grudnia 1866?/11 stycznia 1867 w Arzamasie, zm. 15 maja 1944 w Moskwie) – dwunasty (de facto trzynasty) patriarcha moskiewski i całej Rusi, sprawujący urząd w latach 1943–1944.
Pochodził z rodziny duchownego prawosławnego z Arzamasu. Po uzyskaniu dyplomu Petersburskiej Akademii Duchownej w 1890 wyjechał do Japonii w charakterze misjonarza. Po powrocie do Petersburga prowadził pracę naukową w Akademii Duchownej, której był absolwentem. Następnie od 1901 do 1905 był jej rektorem. Wyświęcony na biskupa w 1901, do 1905 służył jako wikariusz eparchii petersburskiej. Od 1905 do 1917 był biskupem fińskim i wyborskim. Należał do grupy duchownych opowiadających się za przeprowadzeniem w Rosyjskim Kościele Prawosławnym gruntownych reform, do czego ostatecznie nie doszło wskutek oporu cara Mikołaja II.
W 1917 otrzymał godność metropolity szujskiego i włodzimierskiego. Po ukonstytuowaniu się w 1922 Żywej Cerkwi poparł ten ruch i wszedł w skład jego najwyższego organu zarządzającego – Wyższego Zarządu Cerkiewnego. Dwa lata później oficjalnie zerwał z Żywą Cerkwią i stał się bliskim współpracownikiem patriarchy moskiewskiego i całej Rusi Tichona, który powierzył mu godność metropolity niżnonowogrodzkiego. W 1925, po śmierci Tichona, a następnie aresztowaniu wyznaczonego przez niego locum tenens Patriarchatu Moskiewskiego, metropolity krutickiego Piotra, Sergiusz został zgodnie z jego wolą zastępcą locum tenens.
W okresie faktycznego kierowania przez metropolitę Sergiusza Rosyjskim Kościołem Prawosławnym władze radzieckie prowadziły, zgodnie z założeniami marksizmu, konsekwentną politykę antyreligijną. Chcąc ratować Patriarchat Moskiewski przed całkowitym zniszczeniem, w 1927 Sergiusz zgodził się (prawdopodobnie pod bezpośrednim naciskiem radzieckich organów bezpieczeństwa) wydać deklarację o pełnej lojalności prawosławnych wobec państwa. Doprowadziła ona do powstania w Cerkwi głębokich podziałów – część duchowieństwa i wiernych poparła decyzję metropolity, część zaś wypowiedziała mu posłuszeństwo. Deklaracja Sergiusza nie przyniosła zamierzonych efektów; w czasie wielkiego terroru duchowieństwo prawosławne zostało poddane zmasowanym represjom, a struktury Rosyjskiego Kościoła Prawosławnego niemal całkowicie unicestwione.
Polityka Stalina wobec Cerkwi uległa zmianie dopiero po agresji Niemiec na ZSRR w 1941. Władze radzieckie potrzebowały poparcia Kościoła, by mobilizować społeczeństwo w obronie kraju. Metropolita Sergiusz już 22 czerwca 1941 wystąpił z pierwszą odezwą do wiernych, apelując do nich o wszechstronne wspieranie wysiłku wojennego ZSRR. Kolejne takie apele kierował z Uljanowska, dokąd został w tym samym roku ewakuowany z Moskwy. We wrześniu 1943 Sergiusz wziął udział w spotkaniu ostatnich pozostających na wolności biskupów rosyjskich ze Stalinem, w czasie którego ten ostatni zgodził się na ponowne otwarcie cerkwi, szkół duchownych i monasterów, jak również na zwołanie soboru biskupów i wybór patriarchy. Sobór ten odbył się jeszcze w tym samym miesiącu i wybrał Sergiusza na patriarchę. Hierarcha do końca życia działał na rzecz odbudowy zniszczonych struktur cerkiewnych. Zmarł w 1944 wskutek wylewu krwi do mózgu i został pochowany w soborze Objawienia Pańskiego w Moskwie pełniącym wówczas funkcje katedry patriarszej.

## Życiorys

### Młodość i wczesna działalność

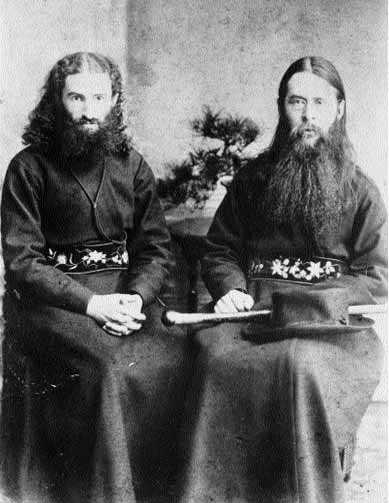
Członkowie rosyjskiej misji prawosławnej w Japonii: archimandryta Sergiusz (z prawej) i hieromnich Andronik (Nikolski), 1898

Iwan Stragorodski urodził się w głęboko religijnej rodzinie prawosławnego protoprezbitera. Matka przyszłego patriarchy zmarła krótko po jego urodzeniu. Miał siostrę Aleksandrę. Rodzina Stragorodskich tradycyjnie była związana ze stanem duchownym.
Edukację na poziomie podstawowym uzyskał w szkole parafialnej, następnie ukończył niższą szkołę duchowną w rodzinnym Arzamasie. W 1886 ukończył seminarium duchowne w Niżnym Nowogrodzie, po czym rozpoczął studia teologiczne w Petersburskiej Akademii Duchownej. W czasie nauki, pod kierunkiem ks. Fiłosofa Ornatskiego miał okazję wygłaszać kazania w różnych cerkwiach w mieście. 30 stycznia 1890, jako student IV roku, złożył śluby zakonne przyjmując imię Sergiusz na cześć świętego mnicha Sergiusza z Wałaamu. W tym samym roku został wyświęcony na hierodiakona, a następnie 21 kwietnia tego samego roku – na hieromnicha. 9 maja 1890 uzyskał dyplom kandydata teologii jako najlepszy absolwent w swoim roczniku. 13 czerwca tego samego roku został na własną prośbę zaliczony w poczet członków rosyjskiej misji prawosławnej w Japonii. Od grudnia 1891 do 1893 służył ponadto na okręcie „Pamiat´ Azowa”. W Japonii hieromnich Sergiusz został wykładowcą prowadzonego przez Rosjan prawosławnego seminarium duchownego. W ciągu kilku miesięcy opanował język japoński na tyle, by móc prowadzić w nim kurs teologii dogmatycznej.
W 1893 wrócił do Petersburga i został zatrudniony w Akademii Duchownej jako pełniący obowiązki docenta w katedrze Pisma Świętego Starego Testamentu. Od grudnia 1893 do września 1894 był p.o. inspektora Moskiewskiej Akademii Duchownej. 21 września 1894 otrzymał godność archimandryty i wyjechał do Aten, by służyć w cerkwi przy ambasadzie rosyjskiej. W 1895 uzyskał tytuł magistra teologii za pracę Prawosławnoje uczenije o spasienii.
W 1897 został po raz drugi włączony do składu prawosławnej misji w Japonii jako pomocnik jej przełożonego. W Japonii przebywał przez dwa lata, do 1899, kiedy wrócił do Petersburga, by objąć stanowisko rektora seminarium duchownego, a następnie inspektora Akademii Duchownej. 21 stycznia 1901 został jej rektorem i pełnił tę funkcję do października 1905. W ostatnich latach sprawowania obowiązków był równocześnie przewodniczącym komisji synodalnej ds. dialogu z anglikanami i starokatolikami.

### Biskup

#### Przed rewolucją październikową

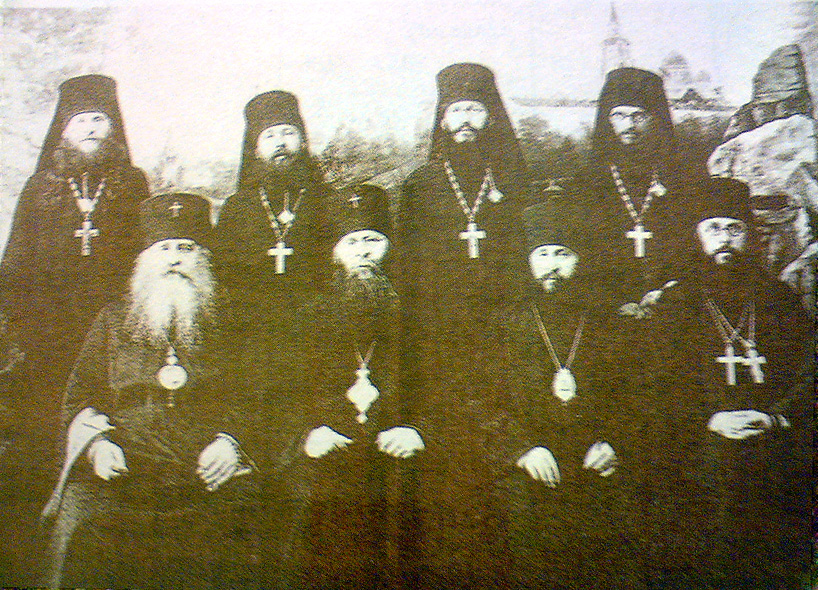
Wykładowcy Petersburskiej Akademii Duchownej w Monastyrze Wałaamskim. Sergiusz (Stragorodski) siedzi trzeci z lewej.

25 lutego 1901 miała miejsce jego chirotonia biskupia, po której przyjął tytuł biskupa jamburskiego, wikariusza eparchii petersburskiej. Konsekratorami byli metropolita petersburski Antoni, metropolita kijowski i halicki Teognost, metropolita moskiewski Włodzimierz, arcybiskup chełmski i warszawski Hieronim, biskup kiszyniowski Jakub, biskup gdowski Beniamin, biskup narewski Nikon oraz biskup sarapulski Włodzimierz. 6 października 1905 został przeniesiony na katedrę fińską i wyborską i podniesiony do godności arcybiskupiej. Angażował się w dialog między Rosyjskim Kościołem Prawosławnym a inteligencją rosyjską (w znacznej części ateistyczną), organizując otwarte spotkania dyskusyjne między przedstawicielami Cerkwi a zainteresowanymi intelektualistami. Uczestniczył w Zebraniach filozoficzno-religijnych, jakie zainicjowali w Petersburgu Dmitrij Mereżkowski i Zinaida Gippius. Zebrania stawiały sobie za cel wypracowanie platformy porozumienia między inteligencją rosyjską a Kościołem prawosławnym: zakładały porzucenie przez inteligentów postaw ateistycznych przy równoczesnej modernizacji świadomości religijnej Rosjan. Tematyka tych spotkań, organizowanych między rokiem 1901 a kwietniem 1903, stopniowo coraz bardziej odbiegała od nauczania Cerkwi, zaś obecni na nich duchowni coraz przychylniej odnosili się do idei zerwania tradycyjnego związku między prawosławiem a absolutyzmem carskim. Stało się to przyczyną wydania zakazu dalszej organizacji Zebrań.
Z zadowoleniem przyjął wejście w życie (1905) aktu tolerancyjnego dopuszczającego pełną swobodę kultu dla innych niż prawosławie wyznań oraz możliwość porzucenia religii państwowej na rzecz innej. Zdaniem Dmitrija Pospiełowskiego należał do liberalnego skrzydła episkopatu Rosyjskiego Kościoła Prawosławnego. Wiadomo jednak również, iż był zwolennikiem konserwatywnego oberprokuratora Świątobliwego Synodu Rządzącego Władimira Sablera. Sprzeciwiał się fennicyzacji prawosławnych mieszkańców Karelii. W 1906 uczestniczył (jako członek czasowy) w jednej z sesji Synodu. W ramach jego prac zajmował się korektą ksiąg liturgicznych, porównując treść poszczególnych modlitw z ich zapisem w rękopisach ruskich oraz z oryginałami greckimi. Jako zwolennik reformy Rosyjskiego Kościoła Prawosławnego był faktycznym inicjatorem powołania komisji zajmującej się tą problematyką. Wydane poprawione wersje ksiąg nie przyjęły się jednak w użytku liturgicznym.
6 maja 1911 został członkiem stałym Świątobliwego Synodu Rządzącego, zaś po roku, za dotychczasową pracę dla Cerkwi, został nagrodzony prawem noszenia brylantowego krzyża na kłobuku. Między 4 kwietnia 1913 a 14 stycznia 1915 przewodniczył Radzie Misyjnej przy Synodzie; z funkcji tej odszedł na własne życzenie. Uważany był za jednego z najwybitniejszych rosyjskich teologów prawosławnych swojej epoki.
15 kwietnia 1917 wyznaczony przez rosyjski Rząd Tymczasowy oberprokurator Świątobliwego Synodu Rządzącego Władimir Lwow poinformował o usunięciu ze składu Synodu większości jego członków-biskupów, z wyłączeniem arcybiskupa Sergiusza. Wykluczeni biskupi zaprotestowali przeciwko tej decyzji; Sergiusz dołączył do tego protestu.
Wiosną 1917 arcybiskup Sergiusz był jednym z kandydatów do objęcia katedry petersburskiej i gdowskiej po usuniętym z powodu współpracy z Rasputinem metropolicie Pitirimie. Przegrał jednak w głosowaniu z dotychczasowym wikariuszem eparchii petersburskiej, biskupem gdowskim Beniaminem. W tym samym roku został przeniesiony na katedrę szujską i włodzimierską, gdzie również wyboru biskupa dokonano drogą głosowania delegatów duchowieństwa i wiernych. Arcybiskup Sergiusz w II turze głosowania zdobył większe poparcie niż biskup jurjewski Eugeniusz, wikariusz eparchii włodzimierskiej.
Uczestniczył w przygotowaniach do Soboru Lokalnego w 1917. W czasie soboru od początku opowiadał się za restauracją Patriarchatu Moskiewskiego, popierał również koncepcję wprowadzenia do liturgii współczesnych języków rosyjskiego i ukraińskiego. Sobór powierzył mu stanowisko przewodniczącego sądu cerkiewnego. W pierwszej turze wyborów nowego patriarchy moskiewskiego i całej Rusi arcybiskup Sergiusz otrzymał pięć głosów (ostatecznie wybrany został metropolita moskiewski Tichon).

#### Metropolita

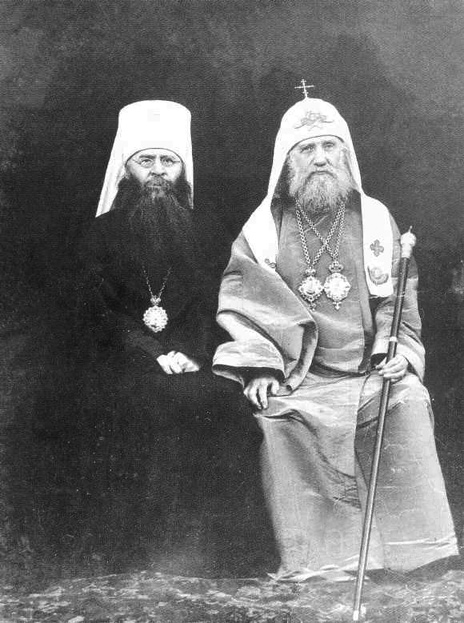
Patriarcha moskiewski Tichon oraz metropolita niżnonowogrodzki Sergiusz, 1918

28 listopada 1917 został podniesiony do godności metropolity. W tym samym miesiącu został na krótko uwięziony przez bolszewików. Po zwolnieniu wrócił do udziału w pracach Soboru Lokalnego, który powołał go w skład nowego Świętego Synodu Rosyjskiego Kościoła Prawosławnego. Ponownie został aresztowany w styczniu 1921. Był przetrzymywany w więzieniu Butyrki do świąt wielkanocnych tego samego roku, kiedy wywieziono go do Niżnego Nowogrodu i zmuszono do osiedlenia się w monasterze Podwyższenia Krzyża Pańskiego.
Od 16 czerwca 1922 do 27 sierpnia 1923 działał w szeregach odnowicielstwa. Należał do Wyższego Zarządu Cerkiewnego, jej najwyższego organu kierowniczego. Zdaniem ks. Bufiejewa ruch odnowicielski poparł, gdyż dostrzegał w nim dążenie do podobnych reform liturgicznych, za jakimi sam opowiadał się na przestrzeni poprzednich kilkunastu lat. W 1922 metropolita Sergiusz razem z arcybiskupami niżnonowogrodzkim Jewdokimem i kostromskim Serafinem zwrócił się z listem otwartym do rosyjskich biskupów, apelując o poparcie Żywej Cerkwi. Mimo swojej aktywności w popieranym przez bolszewików ruchu odnowicielskim, w 1923 został aresztowany we Włodzimierzu i spędził kilka miesięcy w więzieniu. W styczniu 1924 ostatecznie zerwał kontakty z tym ruchem i złożył publiczny akt pokutny przed patriarchą Tichonem. Przyjęty ponownie do episkopatu Rosyjskiego Kościoła Prawosławnego, otrzymał godność metropolity niżnonowogrodzkiego.

### Locum tenensPatriarchatu Moskiewskiego
Patriarcha Tichon zdawał sobie sprawę z tego, iż po jego śmierci władze komunistyczne nie zezwolą na wybór nowego patriarchy, co mogło pociągnąć za sobą chaos w funkcjonowaniu Cerkwi. W związku z tym, na mocy specjalnych uprawnień nadanych mu przez Sobór Lokalny, wyznaczył trzech biskupów, którzy w przypadku jego śmierci lub uwięzienia mieli przejąć obowiązki locum tenens Patriarchatu Moskiewskiego. Byli to kolejno metropolici kazański i swijaski Cyryl, jarosławski i rostowski Agatangel oraz kruticki Piotr. Tichon zmarł w jednym z moskiewskich szpitali 7 kwietnia 1925, zaś pięć dni później, w dniu jego pogrzebu Święty Synod ogłosił objęcie obowiązków locum tenens przez metropolitę Piotra.
Był on jedynym kandydatem z listy Tichona mogącym pełnić tę funkcję, albowiem dwaj pozostali zostali aresztowani przez władze komunistyczne i w chwili śmierci patriarchy przebywali w więzieniach. Przewidując rychłą utratę wolności, metropolita Piotr poszedł za przykładem patriarchy i również sporządził listę potencjalnych zastępców. Zawarł na niej nazwiska metropolity niżnonowogrodzkiego Sergiusza, metropolity kijowskiego Michała oraz arcybiskupa rostowskiego Józefa. Osiem miesięcy po objęciu obowiązków locum tenens metropolita Piotr został aresztowany. W tym momencie na wolności był, spośród wymienionych przez niego kandydatów, jedynie metropolita Sergiusz.
Metropolita niżnonowogrodzki objął w tej sytuacji 10 grudnia 1925 faktyczne zwierzchnictwo w Kościele, zaś 14 grudnia tego samego roku poinformował o tym pisemnie wikariusza eparchii moskiewskiej, biskupa klińskiego Gabriela. Władze radzieckie nie pozwoliły mu przy tym wyjechać z Niżnego Nowogrodu i udać się do Moskwy. Sergiusz posługiwał się tytułem zastępcy locum tenens patriarchatu, podkreślając, iż funkcję tę pełni jedynie tymczasowo. Miał nadzieję, że metropolita kruticki zostanie zwolniony i powróci do swych obowiązków, co jednak nigdy nie nastąpiło.

#### Wystąpienie grigoriewców
Jeszcze w grudniu 1925 grupa hierarchów skupionych wokół metropolity Grzegorza (Jackowskiego) (tzw. grigoriewcy) powołała do życia alternatywny wyższy zarząd cerkiewny, ignorując objęcie tymczasowego zwierzchnictwa w Kościele przez Sergiusza. Władze radzieckie zalegalizowały tę organizację. Gdy metropolita Sergiusz zwrócił się do metropolity Grzegorza z apelem o zaprzestanie działalności, otrzymał w zamian propozycję wstąpienia do kierowanej przez niego organizacji i uznania jej za prawowite kierownictwo Cerkwi Rosyjskiej. W odpowiedzi Sergiusz suspendował Grzegorza i poinformował, iż zostanie on postawiony przed sądem biskupów. Grigoriewcy zdołali skontaktować się z przebywającym w więzieniu metropolitą Piotrem i przekazując mu fałszywy obraz sytuacji Kościoła uzyskali od niego pismo, które ich zdaniem uprawniało ich do uznania swojej organizacji za kanoniczny zarząd Rosyjskiego Kościoła Prawosławnego. Sergiusz nie uznał go. Wysiłki grigoriewców były wspierane przez GPU, dążące do wywołania kolejnego rozłamu w Kościele i tym samym jego dalszego osłabienia.
Wiosną 1926 metropolita Sergiusz otrzymał od części biskupów rosyjskich listy z poparciem, świadczące o uznaniu go za kanonicznie działającego zastępcę locum tenens Patriarchatu Moskiewskiego. 12 marca list taki skierowało do niego ośmiu biskupów działających na Ukrainie, na czele z egzarchą Ukrainy metropolitą Michałem. Stanowisko Sergiusza poparli również biskup pryłucki Bazyli, arcybiskup uglicki Serafin i biskup kungurski Arkadiusz. 2 kwietnia Sergiusz otrzymał list od 25 będących na wolności biskupów, którzy potępili działalność grigoriewców. Metropolitę niżnonowogrodzkiego popierała również większość duchowieństwa parafialnego i świeckich. 22 kwietnia, po uzyskaniu od Sergiusza pisemnych wyjaśnień nt. sytuacji w Kościele, uwięziony metropolita Piotr odwołał wszystkie wcześniejsze listy, które mogły być odczytane jako przekazanie zwierzchnictwa w Kościele grigoriewcom.

#### Wystąpienie metropolity Agatangela

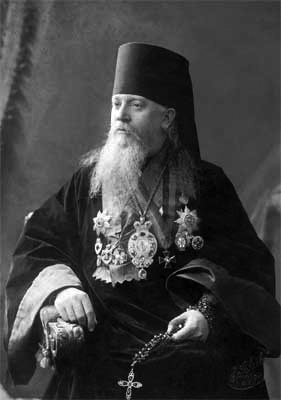
Metropolita jarosławski i rostowski Agatangel (Prieobrażenski)

18 kwietnia 1926 o objęciu funkcji zastępcy locum tenens tronu patriarszego poinformował, zainspirowany przez GPU, metropolita jarosławski i rostowski Agatangel, typowany wcześniej jako kandydat na locum tenens przez patriarchę Tichona. Hierarcha ten został przekonany, że jego prawa do tymczasowego zarządu Kościołem są większe niż metropolity Sergiusza. Agatangel zwrócił się do wszystkich duchownych rosyjskich z prośbą o wymienianie w modlitwach jego imienia, w miejscu przeznaczonym na wspomnienie zwierzchnika Kościoła. 26 kwietnia 1926 skierował natomiast list do metropolity Sergiusza, również informując go o objęciu obowiązków zastępcy locum tenens. Sergiusz w odpowiedzi prosił Agatangela o wycofanie się ze swoich działań jako niezgodnych z ustaleniami Soboru Lokalnego z lat 1917–1918 w sprawie mianowania tymczasowych zastępców. W maju 1928 doszło do spotkania obydwu hierarchów w Moskwie. W czasie tej rozmowy Sergiusz zgodził się przekazać Agatangelowi, jako starszemu chirotonią, tymczasowy zarząd Cerkwi, niemniej miało to nastąpić dopiero po zakończeniu postępowania karnego przeciwko aresztowanemu metropolicie Piotrowi. Metropolita niżnonowogrodzki wycofał się jednak z tej decyzji i w kolejnych listach do hierarchy jarosławskiego ponownie prosił go o rezygnację ze swoich żądań. 24 maja twierdził, że jeśli Agatangel nie wycofa się, będzie mógł zostać oddany pod sąd biskupów. Tego samego dnia metropolita jarosławski, chociaż nie wiedział o tej decyzji Sergiusza, zgodził się na pozostawienie w jego rękach tymczasowego zarządu Kościoła.
9 czerwca 1926 uwięziony metropolita Piotr skierował do Agatangela list, w którym przekazywał mu pełnomocnictwa dotyczące zarządzania Cerkwią, jakie wcześniej otrzymał Sergiusz. Ponownie po stronie Sergiusza stanęła część episkopatu. Jako pierwszy poparł go biskup pryłucki Bazyli, do którego dołączyło następnie piętnastu hierarchów przymusowo przebywających w Moskwie. Podobne stanowisko zajęli biskupi działający na Ukrainie oraz poza granicami ZSRR. Fakt ten skłonił metropolitę Agatangela do ostatecznego wycofania się z wcześniejszych żądań, co nastąpiło 17 czerwca 1926.

#### Sprawa autokefalii Polskiego Autokefalicznego Kościoła Prawosławnego
Równolegle z kwestią przejęcia przez metropolitę Sergiusza obowiązków locum tenens Patriarchatu Moskiewskiego toczyła się wymiana listów między nim a metropolitą warszawskim i całej Polski Dionizym. Kościół prawosławny w Polsce ogłosił autokefalię w 1925, na mocy tomosu patriarchy Konstantynopola. Z decyzją tą nie zgadzał się patriarcha Tichon. Jego stanowisko podzielał Sergiusz. Twierdził, że zgodnie z prawem kanonicznym Kościół w Polsce powinien nadal pozostawać – przynajmniej do czasu zwołania Soboru Lokalnego Rosyjskiego Kościoła Prawosławnego – jedynie strukturą autonomiczną, uznającą zwierzchnictwo patriarchy Moskwy – tak, jak życzył sobie tego Tichon. Wobec zaostrzającego się tonu listów Sergiusza, 15 kwietnia 1927 Synod biskupów PAKP wydał oświadczenie, w którym uzależniał kontynuowanie korespondencji od zaakceptowania samodzielności prawosławia w Polsce przez Patriarchat Moskiewski, zaś 27 października 1930 ogłosił, że listy metropolity Sergiusza traktuje jedynie jako „informacyjne”. Finałem korespondencji było zatem całkowite zerwanie stosunków międzykościelnych.

#### Aresztowanie
Po objęciu funkcji zastępcy locum tenens tronu patriarszego metropolita Sergiusz podjął 10 czerwca 1926 działania na rzecz legalizacji Rosyjskiego Kościoła Prawosławnego w ZSRR jako instytucji (według ówczesnego prawodawstwa radzieckiego legalnie mogły działać jedynie parafie, jako stowarzyszenia wiernych, nie zaś cała struktura kościelna). Apelował o zalegalizowanie Wyższego Zarządu Cerkiewnego (zastępującego Święty Synod), kancelarii patriarchatu oraz rad eparchialnych, zgodę na regularne zwoływanie soborów biskupów i publikację pisma „Żurnał Moskowskoj Patriarchii”. Wydał w tym celu pierwszą deklarację lojalności, w której zapewniał, iż mimo znacznych różnic dzielących Cerkiew i władze komunistyczne duchowni prawosławni nie będą prowadzili działalności politycznej. Tekst ten, rozesłany do wszystkich eparchii Kościoła, spotkał się z pozytywnym przyjęciem. Inny dokument metropolita skierował do hierarchów rosyjskich, którzy znaleźli się poza granicami kraju, w odpowiedzi na pismo Synodu Rosyjskiego Kościoła Prawosławnego poza granicami Rosji. W tajnym liście pisał, iż Patriarchat Moskiewski znalazł się w sytuacji na tyle trudnej, iż nie będzie w najbliższym czasie w stanie kierować swoimi zagranicznymi strukturami. Prosił duchownych, którzy je współtworzyli, o dołączenie do najbliższych geograficznie Kościołów lokalnych lub o czasowe działanie na zasadach autonomii.
Wkrótce po wydaniu pierwszej deklaracji lojalności metropolita Sergiusz został aresztowany (8 lub 14 grudnia 1926) i czasowo pozbawiony godności zastępcy locum tenens Patriarchatu Moskiewskiego na rzecz metropolity leningradzkiego Józefa, a następnie arcybiskupa uglickiego Serafina. Jego aresztowanie mogło mieć związek z próbą tajnego przeprowadzenia wyborów patriarchy. W 1926 z inicjatywą przeprowadzenia w tej sprawie korespondencyjnego głosowania wystąpili biskupi Paulin (Kroszeczkin) i Korneliusz (Sobolew), zaś metropolita Sergiusz, mimo początkowych wątpliwości, poparł ten plan. GPU dowiedziało się o prowadzonych wyborach po aresztowaniu dwóch świeckich, którzy spotykali się z poszczególnymi hierarchami i zbierali od nich głosy wyborcze. W związku z tajnymi wyborami do więzień trafiło łącznie 40 biskupów. Sergiuszowi postawiono dwa zarzuty: udziału w organizacji nielegalnych wyborów patriarchy oraz kontaktów z duchowieństwem przebywającym na emigracji. Przebywając w Więzieniu Wewnętrznym OGPU, metropolita Sergiusz wydał kolejne pisma, w których podkreślał, iż Rosyjski Kościół Prawosławny nie będzie prowadził działalności antyradzieckiej. Wolność odzyskał 27 marca, 30 marca lub 12 kwietnia 1927. Jego zwolnienie zostało przyjęte przez innych duchownych z dużym zaskoczeniem: w obozach i miejscach odosobnienia nadal przebywali duchowni aresztowani pod zarzutem „przynależności do frakcji sergiańskiej”. Po zwolnieniu zaczął na nowo posługiwać się wcześniejszym tytułem, łącząc go z godnością metropolity niżnonowogrodzkiego i arzamaskiego. Mógł przy tym zamieszkać na stałe w Moskwie.

#### Deklaracja lojalności Kościoła wobec władz radzieckich
Pragnąc powstrzymać falę antyreligijnego terroru i prześladowań Kościoła (tylko w latach 1925–1927 władze radzieckie aresztowały 117 ze 160 biskupów prawosławnych działających w ZSRR), Sergiusz poszukiwał możliwości porozumienia z władzami radzieckimi. 7 maja 1927 po raz kolejny zwrócił się do NKWD z prośbą o legalizację kolegialnych organów zarządzających Cerkwią na poziomach centralnym, eparchialnym i dekanalnym. 18 maja sformował Tymczasowy Patriarszy Święty Synod, który dwa dni później został tymczasowo zalegalizowany.
29 lipca 1927 metropolita Sergiusz razem z Synodem wydał deklarację, w której ogłosił całkowitą lojalność Cerkwi wobec rządu. Zdaniem Pospiełowskiego w momencie wydania tegoż dokumentu znajdował się pod bezpośrednią presją GPU, grożącego mu egzekucją wszystkich aresztowanych duchownych. O bezpośrednich naciskach, złym traktowaniu hierarchy w więzieniu, groźbach rozstrzelania jego siostry i uwięzionych prawosławnych duchownych pisze również S. Byczkow. Cypin uważa, że wydanie deklaracji było ceną za legalizację Synodu.
W swojej deklaracji Sergiusz stwierdzał, iż dotychczasowe „trudności” w stosunkach między administracją państwową a Cerkwią wynikały przede wszystkim z antykomunistycznej postawy części duchowieństwa prawosławnego. Zapowiedział również, iż uzyska od podległych mu kapłanów i hierarchów podobne deklaracje lojalności, zaś w razie odmowy ich złożenia usunie odpowiednie osoby z Kościoła. W tym samym roku metropolita faktycznie zrealizował tę zapowiedź, wchodząc w konflikt m.in. z egzarchą zachodnioeuropejskim Eulogiuszem i usuwając go z Cerkwi za udział w ekumenicznych modlitwach w intencji „cierpiącego Kościoła rosyjskiego”. Największe kontrowersje wśród duchowieństwa i wiernych wywołało jednak twierdzenie Sergiusza, iż prawosławny obywatel Związku Radzieckiego może uznać go za swoją ziemską ojczyznę i w pełni się z nią identyfikować. W sformułowaniach dotyczących ZSRR Sergiusz świadomie używał form rodzaju żeńskiego, nie zaś męskiego, by podkreślić, że pisze o ojczyźnie (w domyśle: Rosji), nie zaś o stalinowskim ZSRR. Według Pospiełowskiego, tekst Sergiusza stanowił kompromis z sytuacją polityczną, na którą nie miał żadnego wpływu, nie był natomiast równoznaczny z ideologiczną kapitulacją wobec komunizmu; deklaracja Sergiusza jest przedstawiana raczej jako kontynuacja postępowania patriarchy Tichona, mówiącego o apolityczności Cerkwi i akceptowaniu przez nią każdego ustroju państwowego. Według wspomnień metropolity wileńskiego i litewskiego Eleuteriusza metropolita skonsultował, za pośrednictwem osób trzecich, zamiar złożenia deklaracji z przebywającym na zesłaniu metropolitą Piotrem (Polańskim) i uzyskał jego aprobatę.
Deklaracja Sergiusza została rozpropagowana w kraju w nakładzie pięciu tysięcy egzemplarzy oraz wydrukowana w piśmie „Izwiestia”. Traktowana przez samego Sergiusza jako najmniejsze możliwe zło, wywołała w Kościele ogromne kontrowersje. Część hierarchów, niepopierających założeń dokumentu, odeszła na własną prośbę w stan spoczynku. List z zastrzeżeniami w sprawie treści deklaracji przesłali Sergiuszowi duchowni więzieni w obozie w dawnym Monasterze Sołowieckim. Inni biskupi otwarcie wypowiedzieli metropolicie niżnonowogrodzkiemu posłuszeństwo, czy nawet ogłosili go heretykiem, odmawiając kanoniczności całej kierowanej przez niego strukturze.
Ustępstwa Sergiusza w stosunku do władz radzieckich, polegające na zapewnieniu o lojalności Rosyjskiego Kościoła Prawosławnego wobec władz i nieingerowania w sferę życia świeckiego, nie przyczyniły się do znaczącej poprawy sytuacji Cerkwi. Sergiuszowi udało się jedynie na ograniczoną skalę odbudować część administracji kościelnej. Mimo potwierdzenia w sierpniu 1927 rejestracji najwyższych organów zarządzania Kościołem poszczególne eparchie, dekanaty i parafie nadal działały nielegalnie (według określenia metropolity Sergiusza (Woskriesienskiego) jedynie de facto, nie zaś de iure). Deklaracja nie doprowadziła również do uwolnienia żadnego z aresztowanych hierarchów Cerkwi (chociaż Sergiusz apelował o to w liście do NKWD z 7 października 1927), zaś masowe niszczenie świątyń i prześladowania duchownych trwały przez całe lata trzydzieste, jeszcze się nasilając w porównaniu z poprzednią dekadą. Legalizacja Synodu pozwoliła jedynie na uznanie Sergiusza za tymczasowego zwierzchnika Rosyjskiego Kościoła Prawosławnego przez zwierzchników patriarchatów starożytnych, które dotąd traktowały Żywą Cerkiew jako kanoniczny autokefaliczny Kościół działający na terytorium ZSRR.
Obrońcy deklaracji Sergiusza podkreślają, iż nie był on w stanie przewidzieć, że jego zapowiedź całkowitej lojalności w żaden sposób nie przełoży się na poprawę sytuacji Cerkwi Rosyjskiej. Ich zdaniem Sergiusz miał prawo domniemywać, że władze radzieckie, które wcześniej pozwoliły na działalność Żywej Cerkwi i innych cerkiewnych grup popierających komunizm, zgodzą się również na działanie Patriarchatu Moskiewskiego, jeśli całkowicie wyłączy się on z działalności politycznej. Zdaniem D. Pospiełowskiego decyzja Sergiusza pozwoliła na uratowanie tej niewielkiej grupy rosyjskich duchownych prawosławnych, która przeżyła czystki lat 30. i mogła wrócić do aktywniejszej działalności duszpasterskiej po 1941.

#### Działalność w latach 30. XX wieku

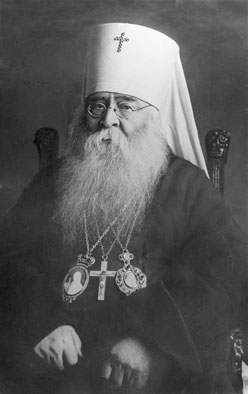
Metropolita Sergiusz, fotografia z 1937

Pragnąc za wszelką cenę ratować resztki organizacji cerkiewnej w ZSRR, w latach trzydziestych, w miarę zaostrzania się ataków władz stalinowskich na Rosyjski Kościół Prawosławny, metropolita Sergiusz zgadzał się na coraz dalej idące ustępstwa wobec nich, mimo całkowitej nieskuteczności takiego postępowania. Swoją politykę wobec władz określał jako „opartą na manewrowaniu”. Rosnące kontrowersje wokół jego postępowania doprowadziły do wewnętrznego podziału Rosyjskiego Kościoła Prawosławnego na duchownych uznających działalność Sergiusza za zdradę, za dowód jego osobistego tchórzostwa lub za jedyną możliwą w panujących warunkach politycznych reakcję. W 1930 Sergiusz twierdził, iż lojalność wobec niego zachowało 163 biskupów Rosyjskiego Kościoła Prawosławnego (wliczając duchownych przebywających w więzieniach i łagrach). Metropolita Józef (Pietrowych), jeden z liderów cerkiewnej opozycji wobec Sergiusza, uważał, iż w istocie liczba ta była znacznie niższa. Opór wobec deklaracji lojalności był widoczny również wśród wiernych i duchowieństwa parafialnego. W niektórych eparchiach (np. obejmujących region Uralu) do 90% parafii zwróciło do Moskwy nadesłany im tekst deklaracji, odrzucając jego postanowienia. Bunt przeciwko działalności Sergiusza był widoczny również w eparchiach woroneskiej, tambowskiej i kurskiej; w pewnym momencie Sergiusz nie miał żadnej kontroli nad działalnością ośmiu eparchii. Najbardziej radykalne grupy duchownych występujących przeciwko metropolicie skupiały się wokół mnichów Monasteru Daniłowskiego (na czele których stał biskup Teodor (Pozdiejewski)), wokół moskiewskiej parafii św. Mikołaja w dzielnicy Marosiejka oraz w ruchu nie wspominających. Stanowiska Sergiusza nie podzielał jeden z największych autorytetów w hierarchii, metropolita kazański Cyryl. Ostatecznie jednak Sergiusz zdołał doprowadzić do tego, że większość parafii Kościoła na terytorium ZSRR ogłosiła swoją zgodę z tezami deklaracji lojalności. W czasie zmasowanych prześladowań prawosławnego duchowieństwa i wiernych w latach 30. XX wieku jako pierwsi zostali uwięzieni przeciwnicy deklaracji Sergiusza. Po 1932 przekonania duchownych nie miały już jednak znaczenia – ofiarami czystek padli w równej mierze kapłani Żywej Cerkwi, zwolennicy Sergiusza oraz jego przeciwnicy.
W 1930 metropolita Sergiusz został zmuszony do udzielenia prasie dwóch wywiadów, w których twierdził, iż w Związku Radzieckim nie dochodzi do prześladowań chrześcijan. W pierwszym z nich, 15 lutego 1930, Sergiusz stwierdził, że jeśli dochodzi do przypadków zamykania cerkwi, dzieje się tak z woli miejscowej ludności. Przypadki aresztowań duchownych przedstawił jako efekt prowadzenia przez nich działalności antyradzieckiej, zaś opisywane w prasie zagranicznej przypadki okrutnych morderstw na prawosławnych kapłanach określił jako fałszywe. Odniósł się do wystąpienia papieża wyrażającego solidarność z Rosyjskim Kościołem Prawosławnym, twierdząc, że było ono niepotrzebne i oskarżył Piusa XI o chęć „katolicyzacji” prawosławia. Metropolita Eulogiusz (Gieorgijewski) twierdził, że Sergiusz otrzymał treść swojego wywiadu od NKWD na tydzień przed jego wygłoszeniem i był więziony do momentu, gdy zgodził się przedstawić fałszywy obraz sytuacji Rosyjskiego Kościoła Prawosławnego. Dzień po wywiadzie Sergiusz bezskutecznie zwracał się do władz o ograniczenie represji wymierzonych w Kościół. Uzyskał jedynie zezwolenie na druk Żurnału Moskowskoj Patriarchii, który ukazywał się do 1935.
W 1932 Sergiusz przyjął tytuł metropolity gorkowskiego i arzamaskiego, w związku ze zmianą nazwy miasta Niżny Nowogród na Gorki. W 1934 ogłosił Rosyjski Kościół Prawosławny poza granicami Rosji organizacją schizmatycką. Lojalny wobec władz stalinowskich, Sergiusz nigdy nie podjął bezpośredniej współpracy z GPU. Radzieckie tajne służby usiłowały przy tym bezskutecznie doprowadzić do posądzenia go o takową przez pozostających jeszcze na wolności duchownych Cerkwi Rosyjskiej.
W latach 30. metropolita Sergiusz interesował się również działalnością misyjną Kościoła prawosławnego w Europie zachodniej. Prowadził korespondencję z żyjącym w Paryżu rosyjskim teologiem Vladimirem Losskym, w której zachęcał rosyjskich duchownych na emigracji we Francji do zakładania placówek misyjnych. Miały one używać w swojej pracy kalendarza gregoriańskiego oraz posługiwać się tekstami liturgicznymi przetłumaczonymi na miejscowe języki, czy nawet korzystać ze zmodyfikowanej wersji liturgii łacińskiej (sprzed wielkiej schizmy).
Od 27 kwietnia 1934 Sergiusz posługiwał się tytułem metropolity moskiewskiego i kołomieńskiego, a od 1936, opierając się na fałszywych informacjach dotyczących śmierci metropolity krutickiego Piotra na zesłaniu (w rzeczywistości został on rozstrzelany w roku 1937), przybrał tytuł patriarszego locum tenens. Rok wcześniej zlikwidowany został tymczasowy Synod. Rozważane było nawet uwięzienie samego metropolity, pod zarzutem szpiegostwa na rzecz Japonii. Jako „dowody” zamierzano przytoczyć w procesie list gratulacyjny, jaki w 1934 Sergiusz otrzymał od metropolity Tokio Sergiusza, jego dwukrotny pobyt w tym kraju w charakterze misjonarza oraz zdobytą w tym okresie znajomość języka japońskiego. Ostatecznie do procesu nie doszło.

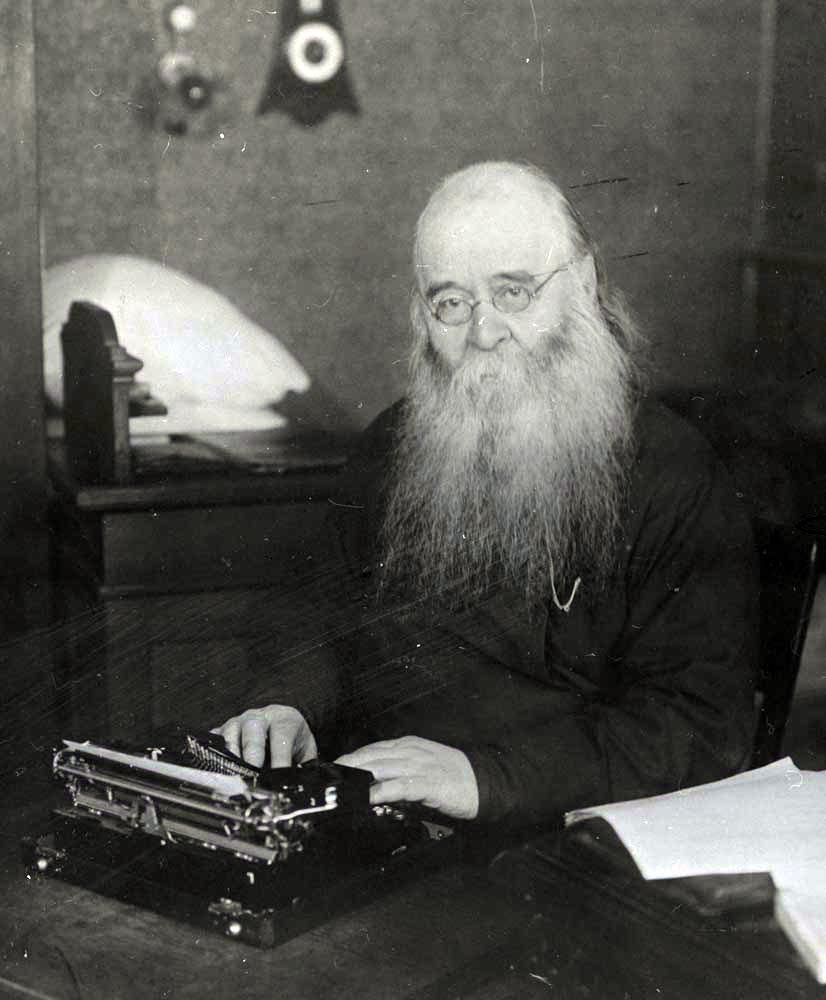
Sergiusz w gabinecie, 1937

W wyniku wielkiego terroru, w przededniu wybuchu II wojny światowej struktury kierowanego przez Sergiusza Kościoła były niemal całkowicie unicestwione, a pracę duszpasterską mogło pełnić jedynie czterech biskupów. Sam Sergiusz, którego siostra została aresztowana i rozstrzelana w czasie represji, spodziewał się, iż podzieli los większości rosyjskiej hierarchii prawosławnej. W sierpniu 1937, w czasie przesłuchań metropolity gorkowskiego Teofana (również skazanego na śmierć i straconego), na hierarsze tym wymuszono oskarżenie Sergiusza o kierowanie „moskiewskim centrum cerkiewno-faszystowskim”, przygotowującym obalenie władzy radzieckiej w porozumieniu z Japonią i Niemcami.
Jak wspominał metropolita Sergiusz (Woskriesienski), do aresztowania i egzekucji ostatnich hierarchów prawosławnych żyjących w Związku Radzieckim nie doszło jedynie dlatego, że ich działalność stanowiła „dowód”, iż w kraju tym zachowywane są swobody religijne.

#### II wojna światowa

##### Włączenie eparchii na ziemiach anektowanych przez ZSRR do Patriarchatu Moskiewskiego
W 1939 Związek Radziecki dokonał agresji na Polskę. W jej konsekwencji do ZSRR przyłączone zostały wschodnie województwa II RP, określane jako Zachodnia Białoruś i Zachodnia Ukraina. Obszary te do II wojny światowej obejmowała jurysdykcja Polskiego Autokefalicznego Kościoła Prawosławnego. Natychmiast po aneksji wymienionych obszarów metropolita Sergiusz skierował do Łucka arcybiskupa Sergiusza (Woskriesienskiego), który ogłosił przyłączenie diecezji wołyńskiej PAKP do Patriarchatu Moskiewskiego – restaurację eparchii wołyńskiej. W podobny sposób zreorganizowane zostały struktury prawosławne w pozostałej części anektowanych ziem. Duchowieństwo przyłączonych obszarów zostało również poddane represjom zbliżonym do tych, jakie spotkały prawosławnych kapłanów ZSRR jeszcze przed wybuchem wojny.
W 1940 metropolita Sergiusz ogłosił przyłączenie eparchii czerniowieckiej do Patriarchatu Moskiewskiego i wyłączenie jej spod jurysdykcji Rumuńskiego Kościoła Prawosławnego. Ponownie jego decyzja miała związek z aneksją dokonaną przez ZSRR. W analogicznych okolicznościach, po aneksji krajów bałtyckich, zlikwidowana została autonomia Łotewskiego i Estońskiego Kościoła Prawosławnego. Egzarchą Krajów Bałtyckich został metropolita Sergiusz (Woskriesienski). Na początku 1941 prawosławne parafie na ziemiach przyłączonych siłowo do ZSRR w ciągu dwóch poprzednich lat stanowiły 90% wszystkich struktur Patriarchatu Moskiewskiego.

##### Działalność po agresji niemieckiej na ZSRR
Natychmiast po ataku III Rzeszy na ZSRR, 22 czerwca 1941, metropolita Sergiusz wydał list otwarty do prawosławnych mieszkańców ZSRR, w którym wzywał ich do obrony kraju. Utożsamił w nim Cerkiew z narodem rosyjskim, twierdząc, iż zawsze dzieliła ona jego losy i nigdy go nie opuszczała. Sergiusz stwierdzał również, że rezygnacja z udziału w obronie kraju czy przejście na stronę przeciwnika byłyby zdradą. Nawiązując do postaci słynnych dowódców wojskowych Rosji twierdził, iż źródłem zwycięstw Rosjan, także militarnych, była religia. W podobnym tonie metropolita przemawiał cztery dni później w czasie uroczystego nabożeństwa w soborze Objawienia Pańskiego w Moskwie, zaś w październiku tego samego roku szczególnie potępił Rosjan kolaborujących z nazistami. Wkrótce potem został ewakuowany z Moskwy do Uljanowska i przebywał tam do sierpnia 1943. Władze umożliwiły mu korzystanie z budynku dawnego kościoła, gdzie metropolita przeprowadzał chirotonie biskupie, koordynował odradzanie się życia religijnego w kraju, konsultował się z duchowieństwem w kwestii patriotycznej działalności Kościoła.
Wybuch wojny niemiecko-radzieckiej przyniósł znaczącą poprawę sytuacji Rosyjskiego Kościoła Prawosławnego. Stalin potrzebował moralnego wsparcia Cerkwi, która była w stanie wzbudzić uczucia patriotyczne wśród Rosjan. 5 stycznia 1943 za zgodą Stalina Rosyjski Kościół Prawosławny założył własne konto bankowe, co było równoznaczne z uznaniem jego działania jako instytucji scentralizowanej. Kościół założył w tym momencie również fundusz na rzecz obrony kraju, który do października 1944 zgromadził 150 mln rubli pochodzących ze składek wiernych. Metropolita kierował do wszystkich eparchii (także tych, które znalazły się pod niemiecką okupacją) listy, w których wzywał do walki z Niemcami. Podkreślał fałsz twierdzeń niemieckiej propagandy przedstawiającej walkę z ZSRR jako działanie w obronie religii. W styczniu 1942 skierował list do duchowieństwa i wiernych na terenach okupowanych, w którym apelował o wspieranie radzieckich partyzantów i potępienie kolaborantów. 2 kwietnia 1942, w liście pasterskim z okazji Paschy, pisał o całkowitej rozbieżności chrześcijaństwa i ideologii nazizmu. Od listopada 1942 metropolita Sergiusz i metropolita Mikołaj (Jaruszewicz) redagowali również listy do prawosławnych Rumunów, Czechów, Słowaków, Greków i obywateli Jugosławii oraz do chrześcijan z krajów okupowanych przez III Rzeszę, wzywając do wspierania koalicji antyhitlerowskiej. Łącznie do końca działań wojennych wydał 24 listy.
Według relacji metropolity Mikołaja (Jaruszewicza) przekazanej pracownikowi Wydziału Zewnętrznych Stosunków Cerkiewnych Rosyjskiego Kościoła Prawosławnego 4 września 1943 Stalin, Wiaczesław Mołotow i pułkownik NKWD Gieorgij Karpow spotkali się na Kremlu z metropolitą Sergiuszem, metropolitą petersburskim Aleksym i arcybiskupem krutickim Mikołajem. Stalin zapytał metropolitę o najważniejsze problemy Rosyjskiego Kościoła Prawosławnego. Metropolita przedstawił wówczas swoją sytuację, stwierdził, że od 1935 Kościół nie posiada Świętego Synodu, po czym poprosił o zgodę na zwołanie soboru biskupów, który mógłby go sformować. Stwierdził, że organizacja soboru byłaby możliwa w ciągu miesiąca. Stalin zapytał wówczas G. Karpowa o możliwość przyspieszenia prac; pułkownik NKWD oznajmił, że przy zaangażowaniu szczególnych środków sobór mógłby rozpocząć prace już za 3–4 dni. Ostatecznie jego termin ustalono na 8 września 1943. Stalin zgodził się na wybór nowego patriarchy (oraz na przyjęcie przez niego tradycyjnego tytułu patriarcha moskiewski i całej Rusi), ponowne otwarcie uczelni teologicznych i seminariów duchownych, wydawanie prasy prawosławnej. Ponownie otwarta została m.in. ławra Troicko-Siergijewska. Do listopada 1944 otwartych zostało ponad 200 cerkwi.

### Patriarcha

#### Wybór na patriarchę
Najbardziej znaczącym ustępstwem ze strony władz radzieckich było zezwolenie na zwołanie soboru biskupów Rosyjskiego Kościoła Prawosławnego i wybór patriarchy. W soborze wzięło udział dziewiętnastu biskupów (pięciu biskupów, jedenastu arcybiskupów i trzech metropolitów), z czego część została zwolniona z więzień i łagrów, część natomiast wyświęcona w okresie bezpośrednio poprzedzającym sobór.
Metropolita Sergiusz otworzył sobór wystąpieniem poświęconym aktywności Kościoła w czasie wojny. Jeszcze w tym samym, pierwszym dniu zgromadzenia, 8 września 1943, z wniosku metropolity petersburskiego Aleksego, godność patriarchy objął metropolita Sergiusz, wybrany jednogłośnie. Jego wybór nie został uznany przez część duchownych prowadzących działalność duszpasterską w ramach Cerkwi katakumbowej. 12 września 1943 odbyła się jego intronizacja.
W czasie soboru, na wniosek Sergiusza, wybrany został nowy Synod Rosyjskiego Kościoła Prawosławnego, złożony z trzech członków stałych i trzech rotacyjnych. Podpisano również deklarację potępiającą duchownych prawosławnych kolaborujących z nazistami oraz list do chrześcijan całego świata, w którym walkę z faszyzmem przedstawiono jako walkę człowieka ze zjawiskiem wojny w ogólności.

#### Działalność w latach 1943–1944
Po wyborze na patriarchę Sergiusz otrzymał listy gratulacyjne od zwierzchników starożytnych patriarchatów prawosławnych, jak również głów innych Kościołów chrześcijańskich. Gratulacje skierował na jego ręce także Katolikos-Patriarcha Gruzji Kalistrat, chociaż Kościoły Rosyjski i Gruziński od 1917 nie utrzymywały wzajemnych stosunków. Po wyborze na patriarchę Sergiusz zrezygnował z wydawania odezw politycznych i patriotycznych, czym zajęli się metropolici Aleksy i Mikołaj. Sam publikował jedynie teksty o tematyce moralnej i teologicznej. Jedynie 7 listopada 1943 Sergiusz ogłosił list z okazji rocznicy rewolucji październikowej, w którym podkreślając rolę wpływu religii i bożej pomocy na postawę obywateli radzieckich wobec wojny wypowiadał się pochlebnie również o władzach ZSRR. Sergiusz nie spodziewał się przy tym, by system radziecki uległ rzeczywistej ewolucji.
Jako patriarcha Sergiusz skupił się na reorganizacji terytorialnej Kościoła i wyświęcaniu nowych biskupów, wybieranych spośród kapłanów-wdowców oraz mnichów, którzy przeżyli prześladowania. W październiku 1943 zwracał się do przewodniczącego Rady ds. religii G. Karpowa z pytaniem o los kilkunastu hierarchów, których położenie pozostawało od kilku lat nieznane; większość z nich została rozstrzelana w czasie czystek lub zmarła w obozach. Do pracy duszpasterskiej wróciła część hierarchów uwolnionych z łagrów. Sergiusz przyjął również kilku biskupów, którzy zerwali z ruchem odnowicielskim, zaś od kilku innych uzyskał akceptację swojej deklaracji lojalności. W odniesieniu do duchownych Żywej Cerkwi wyświęconych po 1923 (tj. po oficjalnym potępieniu tego ruchu przez patriarchę Tichona) Sergiusz stosował zasadę przyjmowania ich z tą godnością, jaką nosili wcześniej. Jesienią 1943, po rozmowach z Katolikosem-Patriarchą Gruzji Kalistratem, przywrócona została jedność eucharystyczna z Patriarchatem Gruzińskim. W momencie wyboru na urząd patriarchy Sergiusz był już w zaawansowanym wieku i słabego zdrowia. Mimo tego regularnie odprawiał nabożeństwa.
14 maja 1944 Sergiusz przeprowadził chirotonię biskupią archimandryty Makarego (Dajewa), po czym udał się do swojej rezydencji w celu omawiania bieżących problemów Kościoła z jego kanclerzem, protoprezbiterem Nikołajem Kolczickim. 15 maja o szóstej zasnął; niecałą godzinę później archimandryta Jan (Razumow) znalazł go martwego. Przyczyną śmierci był wylew krwi do mózgu. Patriarcha został pochowany w soborze Objawienia Pańskiego w Moskwie. Zgodnie z życzeniem zmarłego obowiązki locum tenens patriarchatu objął metropolita leningradzki Aleksy, wybrany następnie na nowego patriarchę.

## Oceny działalności

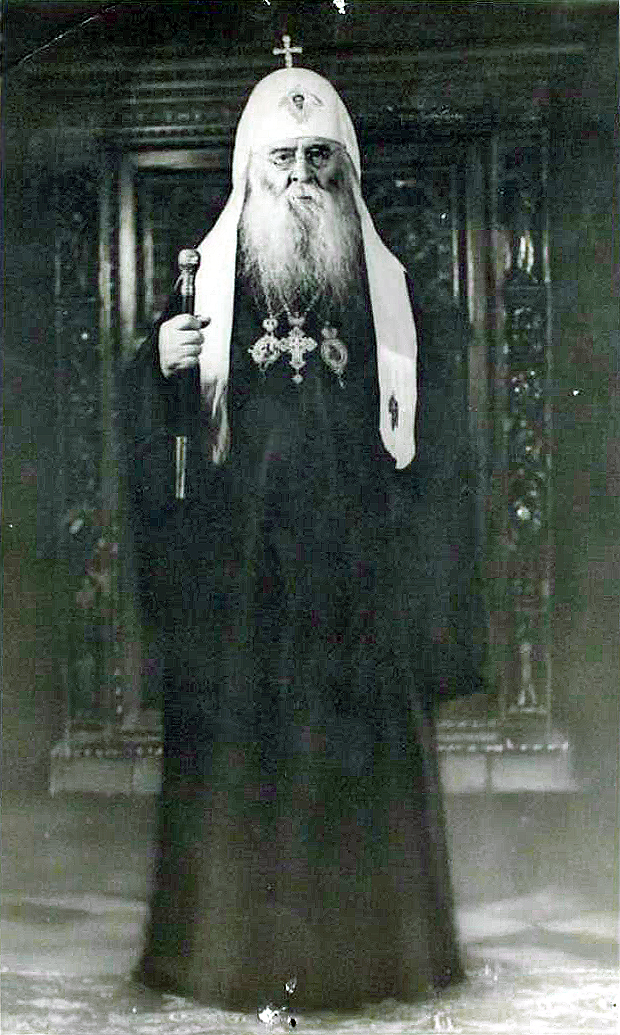
Sergiusz jako patriarcha

Postawa metropolity Sergiusza jako locum tenens Patriarchatu Moskiewskiego, a następnie patriarchy, jest przedmiotem niejednoznacznych ocen w historiografii Rosyjskiego Kościoła Prawosławnego.
Zdaniem Dymitra Pospiełowskiego patriarcha Sergiusz należał do najwybitniejszych rosyjskich teologów prawosławnych XX wieku i odegrał kluczową rolę w uratowaniu jakichkolwiek struktur Rosyjskiego Kościoła Prawosławnego w okresie terroru stalinowskiego. Podobną opinię tuż po śmierci patriarchy wyraził Władimir Łosski. Apologeci postaci Sergiusza najczęściej przypisują mu większość zasług dla przetrwania Kościoła Rosyjskiego po latach prześladowań.
Marek Popowski w swojej biografii arcybiskupa Łukasza (Wojno-Jasienieckiego) ocenia działalność Sergiusza jako metropolity w stosunku do władz radzieckich jako przejaw jego dążenia do kariery duchownej za wszelką cenę. Postawę tę Sergiusz miał nabyć jeszcze przed rewolucją październikową, pod wpływem atmosfery panującej w wyższych kołach cerkiewnych pod zarządem Świątobliwego Synodu Rządzącego. W podobny sposób pisał o patriarsze J.A. McGuckin. Inni krytycy patriarchy podkreślają przede wszystkim fakt, iż jego własne inicjatywy miały niewielki wpływ na postawę władz radzieckich wobec Cerkwi, a ostateczna poprawa jej położenia była przede wszystkim efektem wybuchu wojny.
Ks. Aleksandr Mazyrin, historyk Cerkwi, twierdził, że pełne zrozumienie motywacji Sergiusza w jego poszczególnych działaniach jest niezwykle trudne, a jego postać to „największa zagadka najnowszej historii Cerkwi”. Jego zdaniem gdyby Sergiusz odmówił złożenia deklaracji lojalności, władze radzieckie znalazłyby innego hierarchę gotowego na ten krok.
W 2017 r. patriarcha moskiewski i całej Rusi Cyryl stwierdził, że wydając swoją deklarację Sergiusz nie pogwałcił żadnych kanonów ani dogmatów prawosławia, kierował się zaś dobrem Cerkwi i dążeniem do ułożenia stosunków między nią a władzami radzieckimi, jednak jego nadzieje w tej kwestii w długoterminowej perspektywie nie spełniły się.

## Upamiętnienie
25 września 2007 roku w Arzamasie na placu, nazwanym na cześć Patriarchy Sergiusza, odbyło się poświęcenie i położenie kamienia węgielnego pod budowę pomnika. Monument został odsłonięty 13 sierpnia 2017 r. w obecności patriarchy Cyryla.
W 2015 patriarcha Cyryl odsłonił w Uljanowsku pomnik upamiętniający Sergiusza i okres, kiedy kierował on Cerkwią rosyjską z tego miasta (1941–1943).